# シュタイナー教育
シュタイナー教育（シュタイナーきょういく、ドイツ語: Waldorfpädagogik、英語: Waldorf education）とは、ルドルフ・シュタイナーが提唱した「芸術教育」（独: Erziehungskunst）としての実践であるヴァルドルフ教育を、日本で紹介する際に名付けられた。教育という営みは、子供が「自由な自己決定」を行うことができる「人間」となるための「出産補助」であるという意味で、「一つの芸術」であると考えられている。その思想と実践は、シュタイナーが創設した人間が自らの叡智で人間であることを見出すという神秘的学説・人智学（アントロポゾフィー）によって支えられている。独自のシステムで養成された教師により行われ、教員の法的立場は国や修了した養成組織によりそれぞれ異なっている。カリキュラムや授業内容も公的なものとは異なっており、独特の芸術教育などが知られる。
1919年にドイツ南部ヴュルテンベルク州シュトゥットガルトに初めて学校が開かれた。第二次世界大戦後にその数を増やし、20世紀末時点で世界全体で約780校の姉妹校がある。シュタイナー学校は発祥の地ドイツで最も数が多く、次いでアメリカが多い。シュタイナーの死後、障害児の支援を長年行って高く評価されており、イギリスのキャンプヒル共同体及び関連する活動（キャンプヒル運動）では、学習障害を持つ人々に生涯にわたるケアを行っている。国家が教育を独占していたドイツで私学・代替学校の可能性を切り開き、教育を豊かにすることに貢献した。アメリカでは近年、公的資金を獲得したチャーター・スクール型のシュタイナー学校が相次いで設立されているが、それにより、特定の世界観を持つ学校に公費を出すことの是非が議論の的になった。シュタイナー教育は自由教育の象徴的存在とも捉えられており、日本では知識偏重の受験教育に対する代替として支持を集めている。日本では実践は受け入れられるが、思想は敬遠される傾向がある。

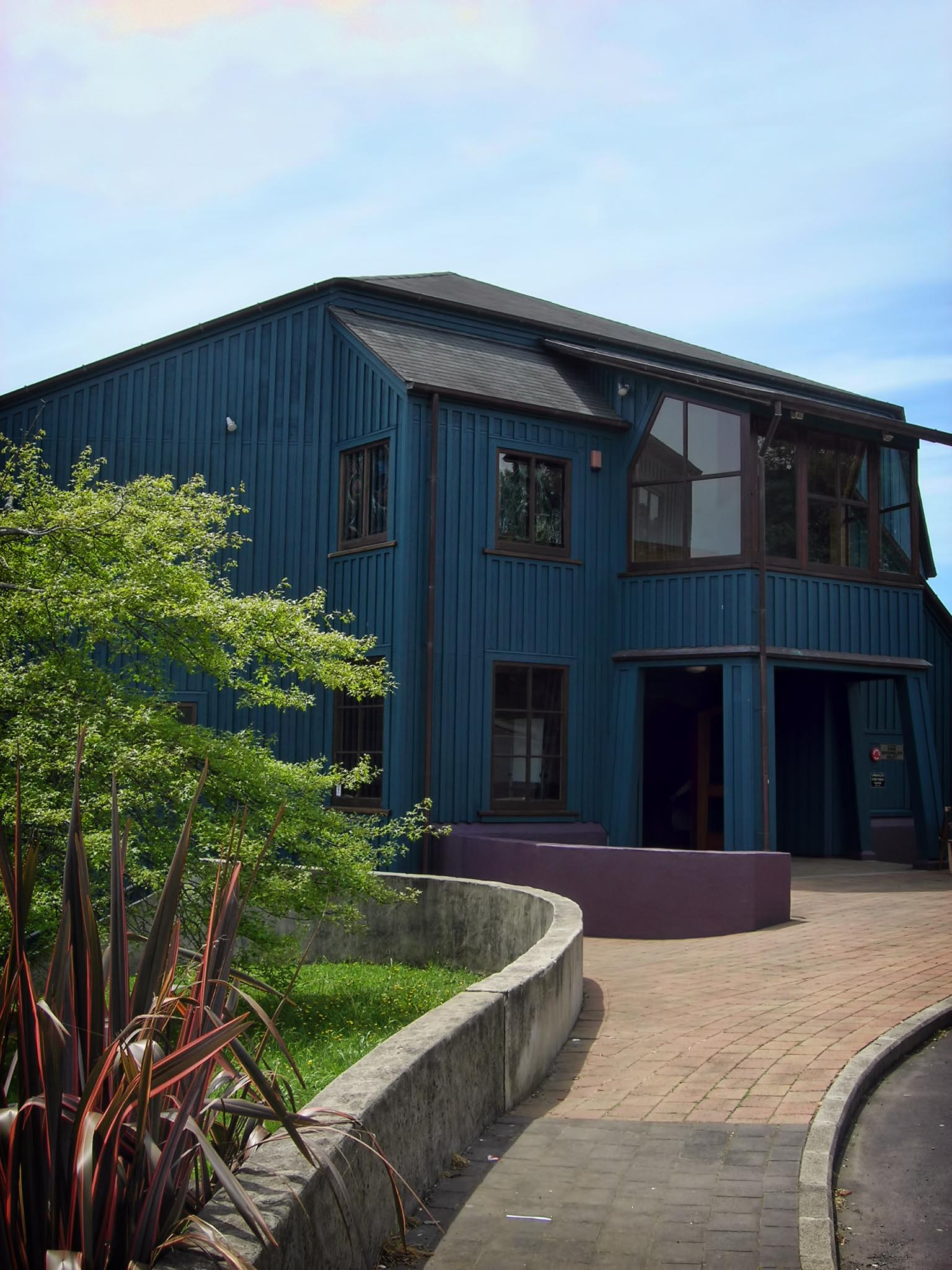
ニュージーランド・オークランドのシュタイナー学校

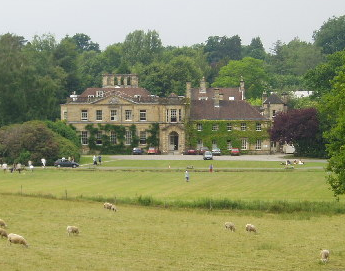
イギリス・サセックスのフォレストロウのシュタイナー学校

## 呼称
シュタイナーの人智学に基づく教育思想と実践は、ドイツでは最初にできた学校名を冠して ヴァルドルフ教育と呼ばれ、日本では、シュタイナー教育などと呼ばれ、子安美知子が1975年に出版した『ミュンヘンの小学生』では、「ルードルフ・シュタイナー学校」「自由ヴァルドルフ学校」として紹介した。現在、シュタイナー教育と呼ばれることが多い。小学館が発行する国語辞典『大辞泉』においても、子安が娘の学校での教育を紹介するのに用いた『シュタイナー教育』という表記が用いられている。
ただし、シュタイナーから直接教育思想を学び、最初に実践した人々は「シュタイナー教育」「シュタイナー学校」と呼ぶことはなかった。小杉英了は、最初の実践者たちが「シュタイナー教育」という呼称を選ばなかったのは、個人の名前と結びついた特定の世界観を子供たちに教え込む教育ではないということを弁えていたためである、と述べている。

## 歴史

### ヴァルドルフ学校設立

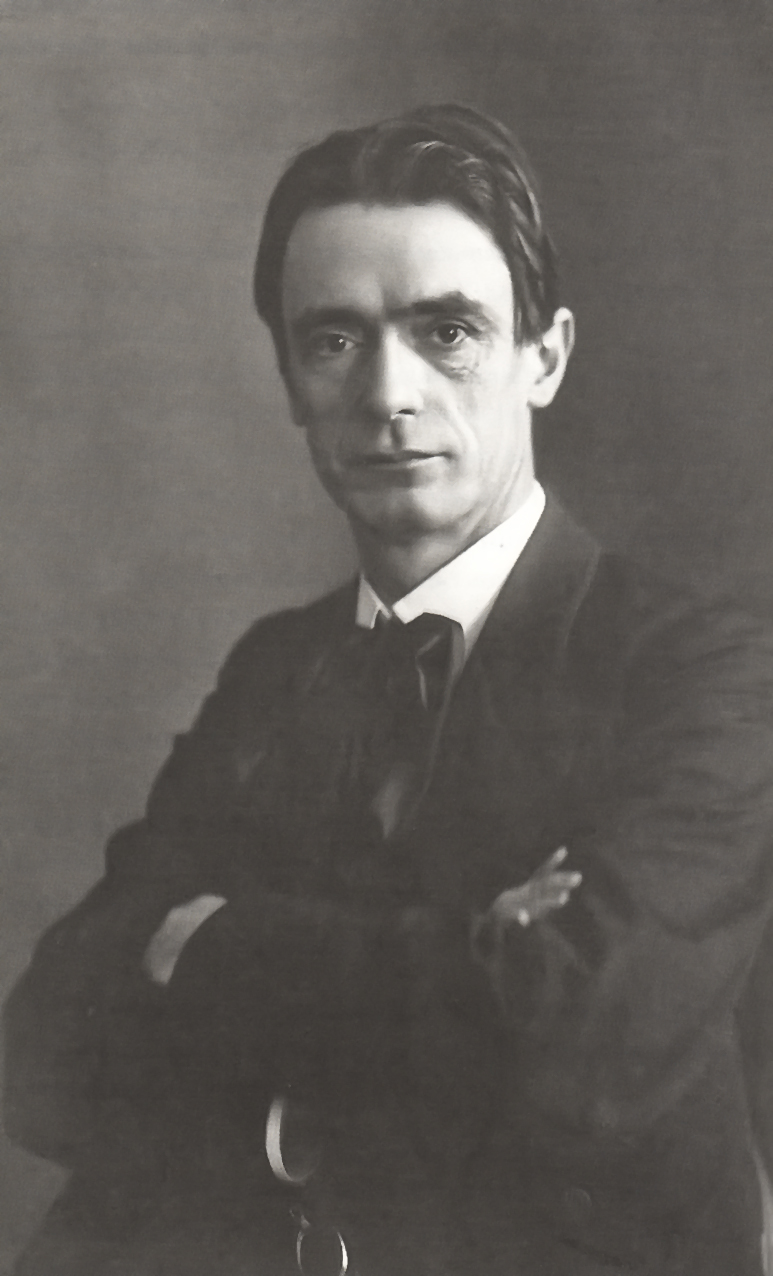
ルドルフ・シュタイナー

1907年頃からルドルフ・シュタイナーは子供の教育についても論文を発表していたが、教育界からはほとんど無視されていた。その彼が実際に実験学校を指導することになったのは、エミール・モルトという実業家の要請がきっかけであった。
シュタイナーは、第一次世界大戦の勃発とその後の破滅的な社会の混乱から、社会有機体をそれぞれ自律的な政治生活、経済生活、精神生活の三つの領域に分節化し、精神生活には自由が、政治･法的生活には平等が、経済生活には友愛が、それぞれの指導原理として働くことができる、三分節化された社会構造を構築することが必要であると考えた（社会三層化論）。そしてベルリンの労働者教養学校での約5年間の講師体験も踏まえ、労働者階級が本当に求めているものは精神生活 (宗教、芸術、学問、文化等)を基盤とする｢人間の尊厳の意識｣、つまり人間精神の充足であるとし、これを社会改革に不可欠なものと捉えた。シュタイナーの思想に共鳴する人々の輪は、シュトゥットガルトを中心に大きくなり、｢社会三層化運動｣と呼ばれる国民運動に発展した。この運動の中心人物の一人が、貧困から身を起こし、当時は約1千人の労働者を擁するヴァルドルフ−アストリア煙草工場を経営し、｢商業顧問官｣の称号まで付与されていた人智主義の実業家エミール・モルトである。この煙草工場は、ヴァルドルフからアメリカに移住しウォルドルフ＝アストリアホテルの経営を始めたアストル家が、地の利から故郷ドイツに煙草工場を作るに至ったもので、モルトは共同経営者だった。早くからドイツ神智学協会の会員であったモルトは、シュタイナーの講演を聞き、社会三層化論に感銘を受けた。
モルトは、シュタイナーの｢労働者が動物としてまた機械としてではなく、人間として働くということが、焦眉の問題なのである」という言葉を受け、会社の経営に労働者が参画する制度を導入し、労働者のために様々な講座を開講するなど、経営する工場の労働者の精神生活の改善に尽力した。そして教育制度の改革の必要を感じ、1919年に、この工場で働く労働者の子弟のための学校開設をシュタイナーに依頼した。シュタイナーは次の4つを条件に依頼を受けた。
- 学校はあらゆる子供たちに対して開かれていること。
- 男女共学であること。
- 12年の一貫教育であること。
- 子供たちと直接関る教師たちが学校経営の中心的役割を担い、行政や財界からの影響は最小限に押さえること。

教育論と実践は、概ね1894刊行の『自由の哲学』と1904年の『神智学』 におけるシュタイナーの人間観が基になっている 。開校当時のドイツは第一次世界大戦後のワイマール共和国の時代で、混乱の中で大衆運動が再熱しつつある時期だった。またドイツ全土では、これまでの教育改革の努力が、個別的にではなく国家的規模で本題として注目を集めていた。 
シュタイナーは、公式には校長にこそ就任しなかったが、人智学協会会員からなる教職員を統括する立場から、終生、このヴァルドルフ社の私立学校を指導した。この学校は、当初から小学校から中等教育までを行う統合学校の形態をとっていた。
北ドイツにはシュタイナー学校をはじめ様々な新教育の実践が起こった。教育学者の酒井玲子はその要因として、この地にはかつてあったハンザ同盟の崩壊と工業の進行によって、新たな精神共同体が必要されていたこと、ハンブルクを中心に芸術教育運動の流れをくむ、自由な精神の継承があったことを指摘している。シュタイナーは同時代の新教育の試みを熟知し敬意を表していたが、これらの試みは外面的生活の変化に重点を置いており、教育の根源的本質を理解していないと考えていた。シュタイナーにとって自らの教育は、人間精神の内的な推進力となることで「全人として表出」を可能にするもので、ヴァルドルフ学校教員に対して、人間本質への認識、内的情熱と愛による方法を人智学（アントロポゾフィー）的教育論から説明した。

### ナチス時代
1933年にドイツでナチスが政権を獲得し、学校はその目的においてヒトラー・ユーゲントと同列に位置づけられた。ワイマール憲法の下で破棄された代替学校の「必要性の審査」が復活し、ドイツ国内の私学の国家化が図られ、ヴァルドルフ学校や田園教育舎（田園教育塾）を含む私立の一般陶冶学校は必要性を否認され、全面的に解体された。

### 第二次世界大戦後

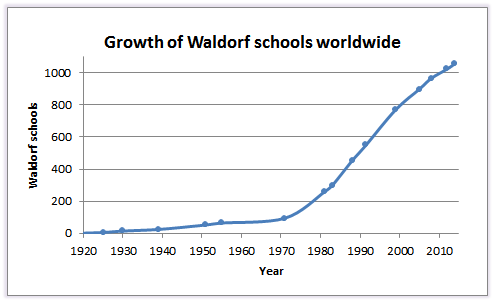
シュタイナー学校の数の推移

第二次世界大戦後、特に1970年代以降急速にその数を増やし、20世紀末にはその姉妹校は世界全体では約780校、ドイツ国内だけでも約180校となった。ドイツ哲学者の三島憲一は、生徒の個性を重んじ教科学習偏重を排したシュタイナー教育の学校には、シュタイナーの「哲学」には疑問を感じながらも、多くの人々が子弟を送っていると述べている。
国連のユネスコ報告書 (1997年)によって、21世紀の教育のあるべき姿を示す教育実践としても推奨され、世界的な注目を集めた。また、ユネスコのプロジェクト校（ユネスコ・スクール）に指定されている学校も多い。

#### 日本への紹介
衛藤吉則によると、日本でのシュタイナー教育の研究は、明治・大正期に教育界で活躍した隈本有尚(1860 - 1943)による「宗教的、道徳的情操の教養上見神派の心理学の応用」(1912年、『丁酉倫理会倫理講演集』)が最初である。隅本は東京大学理学部第一期生として星学を専攻し、占星術にも関心を寄せ、神秘主義的思想研究に比重を置いていた。大正自由教育運動の追い風もあり、隈本有尚の紹介を契機にシュタイナー教育は教育学者を中心とする知識人たちに知られるようになり、それぞれの立場でシュタイナー思想が導入され活用が目指された。仏教的教育学の理論を確立を目指し、宗教教育の方法論をヴァルドルフ学校を参考にすることを示唆した谷本富（1867年 - 1946年)、欧米視察の際にシュタイナー学校を見学し、心身一元の全体的人間観という観点から関心を寄せた入沢宗寿（1885年 - 1945年）などがいる。谷本と交流があり、「全人教育」を唱えた小原國芳（1887年 ‐ 1977年)も、直接の言及はないが、シュタイナー教育に興味を持っていたといわれる。
戦時色が濃くなるとシュタイナーの思想は影をひそめ、大野裕美によると戦時中のシュタイナー教育研究は見当たらない。戦後1960年代後半から、新しい世代が改めてシュタイナーの思想を紹介し、書籍の出版や雑誌での紹介だけでなく、草の根的に各地で講演や勉強会、ワークショップが行われていった。
1970年代には、能力主義・ 競争主義の価値観にさらに拍車がかかり、それに比して代替教育（オルタナティブ教育）への注目も増した。子安美知子が1975年に『ミュンヘンの小学生』を出版し、この中で Rudolf-Steiner-Schule Schwabing とそこにおける教育を紹介した。この本は1976年度の毎日出版文化賞を受賞した。広く一般にもシュタイナーの名が広まり、公教育へのアンチテーゼとしで子育て中の親たちに大きな反響を巻き起こし、日本各地で「シュタイナー教育講座」が開催されるようになった。
1990年代には、育児雑誌『クーヨン』で難解な思想を排除したわかりやすい定期掲載が行われて育児層の関心を集め、「シュタイナー的子育て」というコンセプトが母親たちの心を捉え、加速度的に実践が全国で行われるようになった。ヨーロッパ系玩具を扱う店が「シュタイナーのおもちゃ」と銘打って木のおもちゃなどを販売して「シュタイナー」の名が日本の日常にも浸透したが、それによって「テレビは絶対に見せてはいけない」「子供部屋にはピンクのカーテンが必要」といった曲解や誤解も見られるようになった。
1996年には、NHKの衛星第二放送の「素晴らしき地球の旅」という番組でドイツのヴァルドルフ学校の様子が紹介された。

## 理論・世界観

### 全体理論
シュタイナー教育は、シュタイナーが教育経験を経て作り上げた複雑な理論に基づいている。人間文化研究者の大野裕美は、「シュタイナー教育の思想や理論は壮大かつ深遠であり、その実践は多彩できめ細かく多層的であるため、全体像を明らかにすることは容易でない」と指摘している。
シュタイナー教育の根底にあり、目的でもあるのが精神（霊性）への教育である。シュタイナーによると、その教育の課題は「心霊を物資身ないし肉体身と融合させること」である。そのため、幼児期には広い意味での聖なるものへの崇敬の気持ちや祈りの気持ちに親しませる必要があり、その習慣は子供の中で生命となり、「最晩年に至って祝福を与える能力と化」すのだという。また、肉体的作業と精神的作業は互いに結びついており、とりわけ教育においては、外に向かう作業の精神化が図られなければならないという。このようにその教育論の基礎には人智学（アントロポゾフィー）があり、内容・方法は一貫して精神（霊性）に向かっている。しかしシュタイナーは、それは世界観学校 （Weltanschauungschule）ではないとしており、生徒たちを決まった世界観で身動きが取れないようにするべきではなく、 宗教科の授業では各宗派団体が自由に自分たちの世界観をもちこんでいいと述べて、広い意味でのキリスト教教育を行った。
シュタイナーは、国家が宗教団体から教育制度を取り上げ支配下に置いた後、学校が国家や経済界が求める既存秩序に適合した人材 (労働機械)の育成の場になっていることを指摘し、学校を国家及び経済界から独立した「完全に自由な精神生活」の場とすること、従って学校での教育を「成長していく人間とその個々の素質との認識」から獲得されたもののみに基づけることこそが、今必要とされていると考えた。弘前大学の遠藤孝夫は、ここでの人間認識に基づく教育が、周りの社会から隔離された、個人の内的本質だけに注目した閉鎖的な個人主義的教育を意味するものではないことに注意を促している。シュタイナーにとっての｢真の教育｣ とは、「人間の身体と魂と精神が内的に自由で自律的になること」を促進することであり、それは 「非現実的な人間｣を育成することではなく、むしろ「真に力強く、生活の中へと入っていくことのできる人間」を育成することであった。むしろ社会に適応できず、社会から目を背け現実逃避するような人間は、国家や経済機構が教育を支配するときに生まれると考えていた。
遠藤は、 ｢人間認識に基づく教育｣が、シュタイナー教育を貫徹する指導理念とも言うべきものであるが、もう一つの指導理念である ｢学校の自律性｣ と緊密に結合することで機能しているとしたうえで、こうした二つの指導理念に支えられたヴァルドルフ学校とそこでの教育には、同時に社会全体の刷新 (人間化)という社会改革的な意味も託されていると説明している。この点は日本ではあまり理解されていないという。ヴァルドルフ学校における教育は、一時の試験で確認されるだけの知識の習得にではなく、内面的な豊かさを含めた人間的諸能力の調和的発達に重点を据えるものであり、教科書を使用せず、試験や点数評価も廃止し、12年間一貫制の教育であるといった ユニークな特徴が日本でも知られている。

### 基礎としての人智学
広島大学の衛藤吉則は、シュタイナーの教育学には、彼が提唱する人智学の認識論（「所与の絶対確実な知識」を拠り所に理論づけられた広義の直覚主義）がベースにあると述べている。
シュタイナーの人智学はヘレナ・P・ブラヴァツキーに始まる近代神智学の系譜に位置付き、実証的には確認できない超感覚的なものを語り、その内容との関係において目の前にある世界を解釈する二元論的な構図を持っている。二元論的見方は後期人智学にみられるが、前期の一元論的側面、後期の一元論的な側面もシュタイナー教育には浸透しており、教師は一元論的見方に霊的現実と目に見える現実という二元論的見方を重ね合わせて、子供の見え方を想像力で補う。
小杉英了は、人智学の専門家を養成することが目的の教育ではないので、子供たちに対してシュタイナーのオカルト的ヴィジョンを教える必要はないと述べている。しかし自身がシュタイナー教育を学ぶなら、シュタイナーの思想においてオカルティズムは一側面ではなく「真正面」であるため、避けて通ることはできず、通俗的イメージを超えてオカルトという言葉そのものをとらえ直す必要があるという。

#### 魂と身体
シュタイナーの教育思想では、人間の本性、すなわち内面の特質を、身体（肉体、Leib）、心、（魂、Seele）、精神（霊性、Geist）の3つに分けて理解している。
または、人間の魂から身体までを、意識の座である自我、感情と印象の座であるアストラル体、生命の座であるエーテル体、物質から成る肉体の4層に分けて理解するとも言われる。肉体が誕生しても他の3層は未分化の状態であり、7歳のときにエーテル体が自律、14歳のときにアストラル体が自律、21歳のときに自我が自律するとされる。（それ以降も人間の成長は続くが、ここでは教育のみに話をしぼるため割愛する。）従ってその各段階に分けて人間の成長を理解することが重要視される。
魂はさらに意志・感情・思考（表象活動）の3つの領域から理解され、それぞれの発達にふさわしい時期にその能力を伸ばすよう、配慮されている。
人智学では再受肉（転生）が信じられており、シュタイナー教育を理論づける文献『神智学』では中心点ともなっている。再受肉思想は、直接的には神智学から導入された。転生の繰り返しを通して持続される「個人」と、その個人の覆いである「人格」があるとしており、個性には「個人の個性」と「人格の個性」があるという。後述する「気質」の概念は、この二つの個性が前提となっている。再受肉の思想は、教師に対して、目に見える子供の「人格の個性」だけでなく、その内奥にある太古から受け継がれてきた「個人の個性」を一歩引いて見るといった視点をもたらす、教育上の効果があるという。ただし、シュタイナー自身は、人間が肉体から独立した精神として精神界に在る霊的状態を霊視できたとされており、「個人の個性」など証明不可能な持論を超感覚的に現実として認識していたとされている。しかしDonat.W.は「弟子の誰一人としてシュタイナーと霊的に同レベルに進んだ能力を発達させてはいない」としている。そのため教師には、シュタイナーの言説から得たある特定の「調和」のイメージがドグマとならぬよう、子供をその固定されたイメージに誘導するといった事態を注意深く避けることが求められており、自らを発達の途上にあると認識し、想像力の固定化を避け、子供自身と向き合うことが期待されている。

#### 七年期
上記の認識に基づき、この人間の特質を教育対象として年齢によって3期に分け、その発達特徴を理解する。この約7年間隔の発達的特徴に応じた教育課題があり、その課題を達成するためのキーワードが重要な指標になる。発達の生理学や心理学に基づいた説明がなされており、幼児期や思春期膳の誤った取り扱いは、のちに心身の発達や健康上の障害、広範囲な精神医学上的症状の原因を作り出しやすいという認識に立っている。生まれてから成人するまでの21年間のうちに世界から「真・善・美」を全身を通して理解し、その世界と自分との一体感を見いだし、世界の中で自由で自律的に生きることのできる人格の育成を目指す。
1. 第1七年期（0〜7歳） - 誕生から7歳頃の交歯期までで、模倣を特徴とする[10]。肉体の感覚器官が十分に発育する期間である[19]。この肉体を動かす事、すなわち意志の成長が課題であり、無意識的な活動、特に毎日の生活のリズムを重視する。この時期の子供は周囲の大人、特に両親からの直接的、間接的な影響を全身に吸い込んで成長する。つまり無意識的にも「（私の周りの）世界は善であふれている」ことを子供が理解するような環境づくりを目指す[19]。
2. 第2七年期（7〜14歳） - 性的成熟期である。感情作用が活発化し、想像力が 育つ一方、権威あるものを求める人間の段階であるとされる[10]。四魂の感情活動が分化・洗練される期間であるとされる[19]。感情の成長が課題となる。そのため教科内容から抽象性を排して芸術的な味わいを持たせつつ[19]いきいきした感情を育み、「世界は美しい」と感じられる教育[19]を目指す。ドイツ文学者の子安美知子は、小学校時代の教師は「愛される権威」「自明の権威」であることが目指されると説明しており、シュタイナー教育を受けた娘の子安文は、教師は非常に怖い存在であり、教師は教師であって友達のようにはならないと述べている[20]。
3. 第3七年期（14〜21歳） - 認識活動が中心にあり、自分の判断で自分と環境世界の関係を決定していく時期である[10]。肉体と魂に結合した自我活動が精神に向かっての思考を開始する期間[19]。表象活動の活発化が課題となる。明晰な表象活動により「世界は真実だ」との認識が目覚める方向[19]の教育を目指す。

この7年周期は誕生から死までだけでなく、死後も繰り返される転生の中で続くライフサイクルであるとされている。

#### 4つの気質
ヨーロッパの伝統的な病理説である体液病理説の四体液説・四気質説を取り入れ、自我、アストラル体、エーテル体、肉体のどの領域の活動が優勢かによって、子供の気質を、四体液説による胆汁質、多血質、粘液質、憂鬱質（黒胆汁質）の4つに大別してアプローチする。

### 教員の役割
教育という営みは、子供が「自由な自己決定」を行うことができる「人間」となるための「出産補助」であるという意味で、「一つの芸術」（eine Kunst）に他ならないと考えられており、こうした「芸術」としての教育を担う教育者は、単なる「伝統や知識の伝達」を越えた役割が求められる。それぞれの子供の中に秘められた能力や才能を見極め、それが開花することを手助けする「教育芸術家」という困難な役割を果たすことが期待されるのである。そのため、今日まで約90年間、いかに「教育芸術家」という困難な仕事を果たしうる教員を養成し確保するかが、シュタイナー学校運動（ヴァルドルフ学校運動）の中心課題であり続けてきた。
教師の自由な創意と自主性が特に重んじられ、行われる地域の現状や生徒に合わせ、その都度授業を創造することが目指されるため、教師は授業の準備に多くの時間を費やす。また、教師の創造性や自発性を育成する芸術的トレーニングやメンタルトレーニングが確立されている。
教師会の役割も重視され、会ではそれぞれの教師が捉えた生徒の様子を共有し、生徒の本質を多面的に理解することが目指される。教師会には校医も参加することが多い。

## 方法論・教育法
シュタイナーは「思考と意志が人間の中で分離致しますと、人間はまるでスズメバチのようなものであります。…精神的な見地から見ますと、今日の人間は、頭が空中にぶらぶらしていて、しかも観念をどう取り扱えばよいかわからないという実に奇妙な代物なのであります。」とし、現代人が頭脳ばかり発達して意志が伴わない状態におかれている事を危惧した。シュタイナー教育の目指すものは、宇宙にある諸事物の理念を、人間と結びつけて理解し、それによりミクロコスモスとしての子供自身（人間）を活き活きとした理念で満たすことである。その手法として、芸術が重要視される。オイリュトミー、フォルメンのほかに、造形絵画、童話、物語、詩、演劇、合唱、器楽演奏など幅広い芸術教育が行われる。シュタイナーは、芸術活動における記憶とファンタジーが、人間の生命発展力につながる点を強調している。芸術を通して人間の4層に働きかけることが教育実践でとくに注目される事である。それは以下のような特徴的な教科でのみならず、国語や算数といった公教育で主要科目とされる授業の中でも目指していることである。前述の七年期にみられる、年齢と教育を結びつけた考え方から、年齢主義を基本とする運営がなされる。
子安美知子は、シュタイナー学校の教育実践の特徴として、以下の4点を挙げている。
- 毎日、第1時限目は100分間の「エポック授業」となっており、「エポック授業」内では同一科目を三週間程度連続・集中的に学習する。
- 教科書を使用せず、「エポック授業」の内容が切り替わるごとにノートを新しくして、授業内容を生徒自らが書き入れる。このノートを「エポックノート」と呼び、最終的にはこれが「自作の教科書」となる。
- 1年生から8年生までは同一の担任による「持ち上がり」制であり、9年生から12年生までは「担任」を置かず、「エポック授業」を担当する教師がクラスの「相談役」となる。
- テストと点数評価が存在せず、通信簿には教師による詳細な人間描写と、各教科での成長プロセスの記述が行なわれる。

シュタイナーは自身の著作や講演のなかで、教条（ドグマ）的に方法論を固定することを戒めており、すべての教師が共有しなければならないのは、人智学による人間観だと述べている。ある教師によって行われた授業が優れたものであっても、他の教師たちがその方法論だけに着目し真似をすれば、教師の実践の背後にあるべき人智学による人間観は希薄になる。大野裕美は、シュタイナー教育で最も重視されるのは、子供の本質を人智学的に捉える思考方法そのものであり、教育実践のマニュアルではないと述べている。

### オイリュトミー
オイリュトミーの手法を子供の発達段階にあわせて教授する教育オイリュトミーの授業がある。シュタイナーは、「人間としての私達の目的が、まさに世界の動きを四肢を用いて模倣して受容することにある」と考えており、オイリュトミーなどの舞踊が、惑星やその天体ないし地球が行っている運動を人間の運動、つまり四肢運動によって模倣することから出発していると述べている。

### フォルメン
ものの形（Gestalt、ゲシュタルト）の理解のための学習であると誤解される事がしばしばあるが、フォルメン（Formen）は有機的な動きのフォルム（Form）を把握するためのアプローチであり、幾何の授業とは一線を画する。この授業はエーテル体が自律し、身体が成長する7歳以降の数年間に特に重視される。4年生を過ぎるとその役目を終え、幾何の授業にとって代わる。

### 水彩
シュタイナー教育で用いられる水彩技法は主に2つである。
1. にじみ絵
2. 層技法

## 組織と法的背景

### 商標
1933年秋には自由ヴァルドルフ学校連盟が設立された。この連盟は最初のヴァルドルフ学校から、ルドルフ・シュタイナーとヴァルドルフの名称権を受け継いだ。しかし、これらの名前を無断使用されそうになる危機を体験した。そのため1982年10月2日、ヴァルドルフの名にふさわしい教育サービスの品質維持のため、煙草とホテルのサービスに次ぎ、「ヴァルドルフ」の名を冠する教育サービスが登録商標される運びとなった。
ドイツの連盟である自由ヴァルドルフ学校連盟において把握された、「シュタイナー」「ヴァルドルフ」およびそれに類似した名称を冠する学校およびフリースクールは世界中に1000校以上ある。日本を含むアジア・中東地区には統一した連盟はなく、この名称を冠することに制限がないため、各学校が勝手に名乗っているが、連盟が存在しない地域でもBund（国際ヴァルドルフ学校連盟）に加盟している学校は存在する。日本国内では学校法人となった2校を含む8校が加盟している。

### 組織形態

#### シュタイナー学校・シュタイナー幼稚園

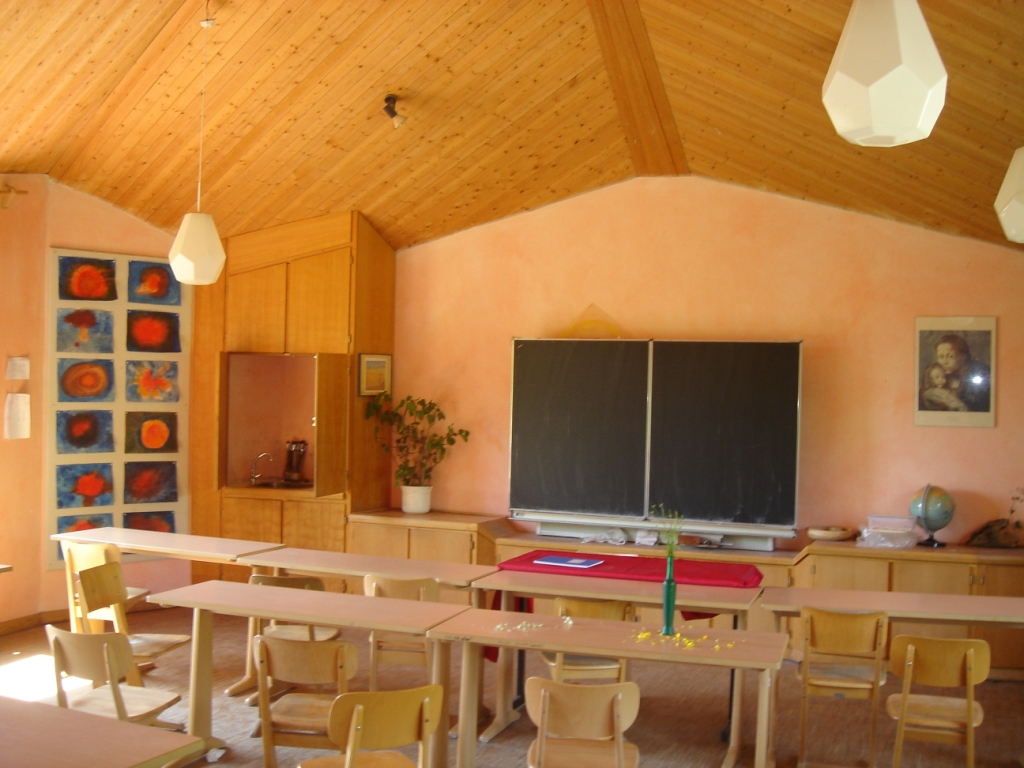
シュタイナー小学校の教室内の様子

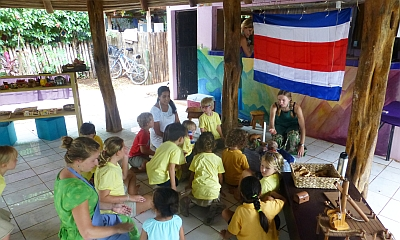
コスタリカのシュタイナー幼稚園

シュタイナー教育を初等・中等教育の段階で小中高一貫教育として実践するのが、シュタイナー学校である。ドイツではシュタイナーが最初に作った学校にちなんで、Waldorfschule（ヴァルドルフ学校）という名称を冠する学校が多い。Rudolf-Steiner-Schule（ルドルフシュタイナー学校）と名付けられている学校もある。ヨーロッパの学校に関しては原則として連盟による認定式をとっており、Waldorfの名称を勝手に用いることができない。世界のシュタイナー学校では基本理念を共有しながらも、どの国でも、その国の文化、民族性などに合った形でカリキュラムを組むことが必要とされる。また、同一国内であっても、それぞれの学校で教育内容は研究され、変更される。
シュタイナー幼稚園

シュタイナーは、1920年6月に行われたシュタイナー学校での教員会議で「ほんとうは、幼稚園の頃から子供を預かることができるとよいのです。子供たちを受け持つ時間が長ければ長いほどよいのです。就学以前の子供たちを受け入れることができるはずです。（中略）　幼い子供たちの教育の方が重要なのです」と発言するなど、幼児教育の重要性を説き、彼の指導のもと、E.M.グルネリウスによってシュタイナー幼稚園を設立する意向であった。しかし、彼の存命中には実現せず、亡くなった翌年の1926年にグルネリウスらによって、シュタイナー教育の理念に基づく幼稚園が始まった。
現在、欧米のシュタイナー学校にも幼稚園が併設されており、保護者自身の手によって運営が行われていることも多い。

#### ドイツ
世界で初めて公教育を制度化したドイツでは、シュタイナー学校はドイツ基本法第7条5項に定める世界観学校とされている。アビトゥーアに算入される科目基準を満たしていないため、大学進学を希望する生徒は、学校外のアビトゥーア科目を数多く取得するために、1年長く学ぶ必要があることもある。

#### 日本
シュタイナー学校
日本を含むアジア地域には、「ヴァルドルフ」名称を認証する正式な機関が存在しない。自由ヴァルドルフ教育連盟（Bund）の『ヴァルドルフ学校リスト』に掲載されている学校は以下の7校となる。
- 学校法人シュタイナー学園初等部・中等部・高等部（神奈川県相模原市）
- 学校法人北海道シュタイナー学園（いずみの学校）（北海道虻田郡豊浦町）
- NPO法人東京賢治シュタイナー学校（東京都立川市）
- NPO法人愛知シュタイナー学園（愛知県日進市）
- NPO法人京田辺シュタイナー学校（京都府京田辺市）
- NPO法人横浜シュタイナー学園（神奈川県横浜市）
- 福岡シュタイナー学園（福岡市）

シュタイナー幼稚園
日本では、シュタイナー幼児教育協会が2009年から教員養成教育講座を行うなど、シュタイナー幼児教育の普及に努める。

### 教員の養成と法的立場
ドイツ、アメリカ、イギリスをはじめ、シュタイナー学校と併設する形で教員の養成に努める施設が存在する。その多くは、初年度にシュタイナーの基本思想とシュタイナー教育の実践を学ぶ基礎コースを含む2年から4年にわたる制度を採用している。ドイツでは大卒でなくとも、市民大学などで人智学およびシュタイナー教育養成講座を受講すれば、私立学校であるヴァルドルフ学校で教えることができるため、デザイナーやIT技術者からの転職組も多い（ただしほとんどの場合、教員免許を有していなければ、シュタイナー教員免許は、シュタイナー教員養成講座を受講した国内でのみ有効と限定される。ドイツでは近年、一部の大学のシュタイナー教員養成講座の修了者のみ、公的な教員免許と同等に扱われるようになっており、講座によって修了者の法的立場は異なる）。日本で教鞭を執っている教師・講師のほとんどが、こうした講座を海外で受講しているか、NPO法人日本アントロポゾフィー協会の主催するシュタイナー教育教員養成講座にて学んだ後に、普遍アントロポゾフィー協会教育部門（スイス・ドルナッハのゲーテアヌム）が発行する基礎課程の修了証を取得している。ただし、ドイツで公的な教員免許と同等の扱いを受ける大学の講座を修了していても、日本では法的には有効ではない。
20世紀末から西欧では、大規模な高等教育改革ボローニャ・プロセスが展開されており、その完成年といわれる2010年の数年前から、ドイツでは大学組織と教育課程の急速な改革が行われている。シュタイナー学校の教員養成の組織やカリキュラムも、これに伴い大きく再編されつつある（2010年時点）。

## 影響関係
近代神智学
シュタイナーは神智学協会に参加し後に離脱したが、教育学者の岩間浩は、彼の教育には神智学独特な生活の反映を見ることができるとし、その影響が色濃いことを指摘している。

## 論争・問題

### 教育・学校に関する論争
広島大学の衞藤吉則は、シュタイナー教育に関する議論のほとんどは、シュタイナーの人間認識である人智学的認識論をめぐるものであり、その主張は次の3つに分けられると述べている。
1. 経験的実証主義の立場から、シュタイナー教育の根底にある人智学の非科学性を説く教育科学的立場。
2. 検証困難な人智学的認識論の問題は保留して、教育実践の有効性を見ていくプラグマティックな立場。
3. 人智学自身の理論に基づき擁護する、人智学の教育者の立場。

しかし、各論者は自らの科学的立場に立って論を進めるため、議論は不毛なものになっているという。
京都大学の加納学は、日本の出版物は素晴らしさを賛美する傾向にあるが、現地ドイツでは否定的な体験報告もあると紹介し、両者の意見を偏見なく聞いて自分で判断するしかなく、また、一般の学校と同じく、個々の先生により、学校により状況は異なるため、一つの事例からシュタイナー教育を断じるのは論理の飛躍であり、心にゆとりを持ち、いろいろな意見を聞き、親自身が看板に惑わされず内実を判断する必要があると指摘している。
教育科学的立場からの見解
衞藤吉則によると、ドイツの教育学では懐疑的な見方がほとんどであり、その背景にあるキリスト教理解や宇宙論への批判をはじめとして、経験的実証科学を絶対視する教育学者は、シュタイナー教育学への接近に困難を示してきた。衛藤は、ドイツにおける教育科学的立場の代表例としてウルリヒ（H.Ullrich）の「人智学者にとって（中略）理論ー技術ー実践、科学と哲学、神・天使と人間は最終的に同じものである。それは極端に言えば、細かな分析を欠いた普遍化による合一（中略）である。まさに、この事に関して、シュタイナーの教育方法は、証明可能な科学理論の概念と袂を分つのである」という見解を紹介している。日本では教育学上の研究も充実してきているが、関係者の積極的な取り組みにもかかわらず、シュタイナー教育学の「科学性」の問題に起因し、評価は定まっていないという（1997年時点）。
プラグマティックな立場の見解
河野桃子は、シュタイナー学校は根底の「物語」を外部と共有しないことから「世界観学校」という批判を受けており、そのためシュタイナー教育について論じる際に、実践だけに目を向けて理論に関する議論をタブー視する傾向が一部にあることを紹介している。しかし、その理論はシュタイナー教育全体の実践に浸透しており、シュタイナー教育が「人智学への教育」になってしまうという誤りを避けるためにも、実践の解明という積極的な意味でも、理論の吟味が必要であることを指摘している。大野裕美は、思想が敬遠される日本において、シュタイナー学校を設立しようと自主的に活動する親たちの中で、思想認識と実践は統合されているのかと問いかけている。
衛藤吉則は、ドイツでの、「科学性」を根拠にシュタイナー教育を否定する立場に対して、リンデンベルク（Ch. Lindenberg）やキールシュ（J. Kiersch）など、人智学的認識論における、綿密な物の見方や現象の詳細で論理的な叙述の徹底に「経験科学的な端緒」を見いだすあり方も紹介している。こうした立場においては、人智学的認識論の「科学性」を不問としたうえで、シュタイナー教育学が有用であるか否かを是非の基準とし、その教育学的理解に向けた実践レベルでの比較研究等が展開されている。
人智学の立場からの見解
キール教育大学教授、ビーレフェルト大学講師のハルム・パッシェンは、シュタイナー学校が創立以来高い評価を受け続けていることについて、国の評価や試験の成績の良さだけではなく、我が子の成長を具体的に目にし、子供の将来を考えて教育の質を見極める親達が進んで選ぶからであるとしている。また、学力面での成否については、大まかに見てシュタイナー学校卒業生の大学進学率は高く、低くても1クラスの25%が、多い時は60%がアビトゥーアに合格していると述べ、こうした数量的な統計を補う「質的調査」でも、「責任能力」「率先性」あるいは仕事を多角的に捉える「適合性」がシュタイナー学校卒業生は強い事、他校の生徒に比べて健康状態が優れ、学校への満足度が高いことを紹介し、こうした肯定的な結果に対して、独立して自己決定をなすこと、生徒達の自己責任能力と積極性の強化を重んじるシュタイナー教育の内容そのものから説明がつく事である、と指摘している。
衛藤吉則は、「科学概念の拡張」が前提ではあるものの、その認識論の内実からシュタイナー教育学が研究対象となることを主張しようとする、いわば人智学的認識論に「科学性」の根拠を見るあり方を紹介している。シュナイダーは、人智学的認識論の理解にあたって、「所与の知覚に基づく感覚」と「超感覚的な思考を通しての直感」を区別し、後者の知覚領域の研究可能性を認めるべきであるとし、また、リッテルマイヤー（Ch. Rittelmeyer）はシュタイナーの認識をガリレオ・ガリレイと結びつけ、人智学的認識論を、新たな認識に達するための発見的方法とみなして、その正当性をゲーテの形態学や現象学の視点から説明しようと試みている。
保護者・生徒の賞賛・肯定的意見
子供たちをオーストラリアのシュタイナー学校に通わせた漫画家の雁屋哲は、その教育は「子供たちの心をのびのびと豊かにし、創造力を養い、基本的な人間としての倫理観と優しさを育むもの」であったと述べ、非常に素晴らしいと称賛し、近年シュタイナー教育はカルトであるという見解があり入学者が減っているが、そういった批判は無知や偏見、悪意に基づくものだと非難している。
日本のシュタイナー幼稚園に子供を通わせた保護者には、人智学から教育のみを切り取って実践するやり方には無理があるため、日本では本来のシュタイナー教育は難しいが、ほどほどの実践でも十分良い影響はあり、本来のものより保護者への要求が少なく楽なため、むしろデメリットを感じないという意見もある。
作家のミヒャエル・エンデは、戦後一時シュタイナー学校に通っていたが、在校時その教育を高く評価し、学ぶ喜びを知ったと述べている。シュタイナー学校の卒業生には、プレッシャーがない中で本来の自分になる素晴らしさを讃える声もある。
保護者・生徒の批判・否定的見解
卒業生には、生徒の自主性に任せ強制しないやり方に必ずしも賛同しない意見もあり、また授業が非常にゆっくりであるため、退屈した生徒がおしゃべりをして授業が妨害されることもあったと述べており、学びのスピードが合わない生徒もいる。
子供をシュタイナー学校に通わせた教育学者の前原健二は、自由な教育の代償としての学力問題を指摘している。シュタイナー学校に通った前原の長女の観察によると、言語、算術などの道具的技能には相当に大きな個人差があったという。定期的な学力テストも成績評定もないため、こういった技能の定着は個人のやる気に寄るところが大きく、子供が家で全く勉強しないことや、アビトゥーア（大学入学資格）を取得できるか心配する保護者もいる。ミヒャエル・エンデは、「勉強をしたくないものは、する必要なし」という世界であるため、さぼっても罰や脅しはなく、この点はそれなりに短所であるとも述べている。
ドイツ在住のジャーナリスト福田直子は、ドイツでは批判的な本も出版されていると述べ、切実な保護者の体験本を紹介している。そのシュタイナー学校は学ぶ環境ではなく、家庭生活への指示まであり、「自由な教育どころか、全体主義思想に近かった」という。
｢自由の教育｣への懸念
教育学者の遠藤孝夫は、日本ではシュタイナー教育の｢自由の教育｣が ｢理想的｣なものであるという意見も多いと述べた上で、こういった理想的な教育を受けた人間が、卒業後に｢厳しい｣社会の現実に適応できるのだろうか、という素朴な疑念も持たれていると述べている。遠藤によると、日本に多いこの疑念は、シュタイナー教育の社会全体の刷新 (人間化)という社会改革的な意味が、日本でほとんど理解されてないことを示しているという。
授業内容への批判
英国ヒューマニスト協会は、イギリスのシュタイナー学校は、シュタイナーの教えに基づく疑似科学を教えているとして批判している。英国ヒューマニスト協会は、シュタイナー・アカデミー・ヘレフォードやフロム・アカデミーなど、理科のGESE（一般教育証明試験）を提供していない学校が存在し、そうした学校で用いている教科書では、一般の学校の授業や通説とは異なる部分も多い、と述べている。
研究課題
教育学者の池内耕作は、シュタイナー学校の中にも成功した学校と失敗した学校があり、一部に成功したシュタイナー学校が相当数存在することは事実であるが（こうした成功例が普及の推進力になっている）、失敗例の失敗要因の分析がシュタイナー学校研究において喫緊の課題になっていると述べている。

#### アメリカでの宗派的中立性論争
シュタイナー学校が世界中で増加するにつれて、一部の国では公教育体制そのものの理念と軋轢を起こす事態も起こっている。
アメリカでは近年、従来の私立学校だけでなく、公的資金を獲得したチャーター・スクール型のシュタイナースクール（ウォルドルフ・チャーター・スクール）が相次いで設立されており、特に南西部に多い（2006年時点でカリフォルニアに10校、アリゾナに3校ある）。チャーター・スクールはアウトプットによって契約（チャーター）更新が判断されるが、池内耕作はウォルドルフ・チャーター・スクールは年次報告書を見る限り、更新に十分な学力的成果が上がっており、人間形成という意味では検証はこれからだが、学校ゆかりの著名な有識者たちがその成果を公に認めていると述べている。
1998年に反シュタイナー学校団体 PLANS（People for Legal and Non − sectarian Schools）、カリフォルニア州・サクラメント市統合学区およびツイン・リッジス小学校区によって、カリフォルニア東部地裁に一連のウォルドルフ・チャーター・スクールを相手取る訴状が提出された。その主張は池内耕作によると次のとおりである。
「一連のウォルドルフ・チャーター・スクールがよってたつところの原理は、創立者シュタイナーの思想体系である人智学（アントロポゾフィー）であり、この人智学とはつまるところオカルト思想に他ならず、故にこの学校は宗派立学校（Religious Schools）である。したがってウォルドルフ・チャーター・スクールに公費を拠出し、その運営に資する被告の行為は、カリフォルニア州憲法第9条および16条、並びに合衆国憲法修正第1条及び14条に、違反する。」
この裁判では、特定の世界観を有する学校に対して、チャーター・スクール政策という営為を通じて公費を出すことの正当性、そしてアメリカの公教育原理の中核である「中立性」の原則の運用の在り方そのものが問われた。
2005年に行なわれた審理の結果、裁判所はこの案件を棄却した 。2010年に不服申立てのあと、再審に差し戻され、以下のように結論された。
「人智学（アントロポゾフィー）は宗教あるいは哲学的信条に関わりなく誰もが用いることができる学習方法であることを、証拠は示唆している。換言すると、人智学は宗教教義あるいは一連の信条というより、方法論あるいはアプローチの類である。」

### 日本の学校制度における二重籍の問題
日本で学校法人として認定されているシュタイナー学校はわずかであり、その他の全日制のシュタイナー学校（フリースクール）に義務教育期間中に通う場合、公的な学校と認められていないため、もともと通っていた学校に籍をおいたままシュタイナー学校に通う二重籍の状態になる。これはシュタイナー学校特有の問題ではなく、日本のフリースクール全般の問題である。

### 人種差別
ヨーロッパでは、ナチスのホロコーストの記憶の風化を防ごうと、様々な取り組みがなされた。その中でシュタイナーの思想やシュタイナー教育も検討の対象になり、シュタイナーの思想には今日的に見て人種主義の教義があるという批判が起こり、ドイツやスイス、イギリスでヴァルドルフ学校も批判の対象となった。

### ワクチン接種拒否に関する問題
シュタイナー独自の心身観・病気観に基づくシュタイナー医学では、ワクチン接種を推奨しない。保護者・関係者にシュタイナー信望者の多いシュタイナー学校では、生徒のワクチン接種率が低い。そのため欧米では、シュタイナー学校が感染症・麻疹（はしか）流行のアウトブレイクの端緒になった例が見られ、麻疹のアウトブレイクの頻度は増加している。

## シュタイナー学校関連年表
- 1912年 - 隈本有尚により日本に初めてシュタイナーの教育思想が紹介される。
- 1919年 - 社会三層化運動（1 - 6月）、9月にシュトゥットガルトにドイツの煙草工場に付属する社営学校としてシュタイナー学校（自由ヴァルドルフ学校）が設立される[1]。
- 1921年 - ケルンに開校。
- 1922年 - ハンブルク、エッセンに開校。
- 1923年 - ハーグに開校。
- 1925年 - ロンドンに開校。シュタイナー死去。
- 1926年 - バーゼル、オスロ、ハノーファー、ブダペストに開校。
- 1927年 - チューリッヒ、グロスターに開校。
- 1928年 - ベルリン、ニューヨークに開校。シュトゥットガルトに最初の補完的教員養成講座[注釈 14]が開かれる[1]。
- 1929年 - ウィーン、ベルゲン、ドレスデンに開校。
- 1933年 - ドイツでナチスが政権を獲得。これ以降ドイツ国内の私学の国家化が図られ、シュタイナー学校を含む私立の一般陶冶学校は必要性を否認され、全面的な解体へと向かう[11]。
- 1935年 - エディンバラに開校。
- 1936年 - エッセン校が閉鎖。
- 1937年 - ナチス政権の圧力により、多くのシュタイナー学校が閉鎖。
- 1941年 - ナチス政権下で最後まで残っていたドレスデンのシュタイナー学校が閉鎖。
- 1945年 - 第二次世界大戦終了。シュトゥットガルトでシュタイナー学校、教員養成講座が再開[1]。
- 1973年 - ヴィッテン/アンネンで、4年制の完結的教員養成講座が開かれる[1]。
- 1975年 - 子安美知子が日本で 『ミュンヘンの小学生』を出版。
- 1980年代 - ミルウォーキーにアメリカ初の公立のシュタイナー学校が開校。
- 1986年 - 日本初のシュタイナー学校とされる『ルドルフシュタイナーシューレ富士、JAPAN』が、静岡県富士市で始まる。（全日制ではない）
- 1987年 - 高田馬場に日本初・アジア初の全日制シュタイナー学校『東京シュタイナーシューレ（現：学校法人シュタイナー学園）』が開校。
- 1994年 - ヴィッテン/アンネンのシュタイナー教師養成機関が、ノルトライン＝ヴェストファーレン州との交渉を経て、同校の4年制教員養成課程修了者に対する、シュタイナー学校担任教員としての「暫定的な授業許可」の国家的保証を受けるようになる[1]。
- 1997年 - 香港に開校。
- 1998年 - アメリカでシュタイナー学校に公的資金を投入することの是非をめぐり裁判が起こる。
- 1999年 -シュトゥットガルト自由大学（ドイツ語版）と、その教員養成課程がドイツ国家により認可され、同校の教員養成過程を修了したシュタイナー教育教師は、ドイツにおいて通常の国家的な教員資格を持つものと同じ扱いになった[1]。
- 2001年 - 小泉内閣の構造改革特区制度を利用して『東京シュタイナーシューレ』が学校法人化、『学校法人シュタイナー学園』となる。

## シュタイナー教育を扱った作品
- アニメ 「ザ・シンプソンズ」シリーズ シーズン26 第22回 「算数チームの逆襲（原題：Mathlete's Feat）」（FOX） - 主人公兄妹が通学する小学校が、OBの寄付で過度に徹底した教育設備IT化依存を遂げた後、サージ電流対策の不備で校内ホストサーバが全壊。移民出身（粗野・粗暴だが、実は元医者）の用務員のレクチャーからヒントを得た主人公妹が校長に働き掛け、教育方針・手段をシュタイナー教育に代替。全校生徒の学力が向上し、主人公妹も参加している同校代表チームが米国版算数オリンピックで優勝する。